# Паноанские языки

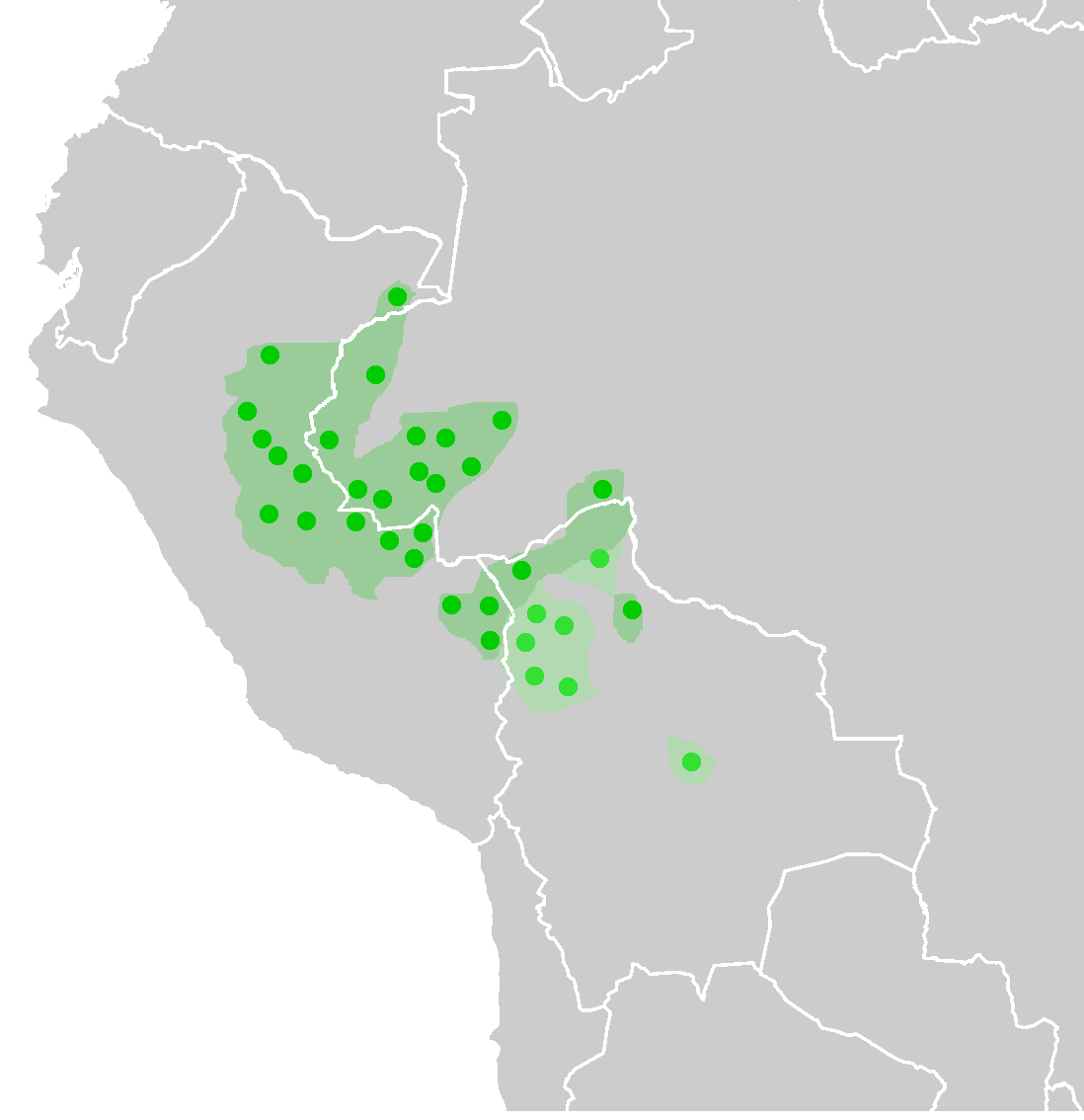
Зона распространения паноанских языков (отмечены тёмно-зелёными точками)

Паноанские языки (или языки пано) (англ. Panoan languages, исп. lenguas pano) — языковая семья, на языках которой разговаривают в Перу, западной Бразилии и северной Боливии. Оно является ветвью более крупной пано-таканской надсемьи.

## Состав семьи
К паноанской семье относится, по разным оценкам, от 27 до 34 языков. Известно несколько вариантов классификации.

### 2013
Последняя классификация Д.Флека (2013) учитывает 33 языка (в том числе 15 документированных вымерших и 6 на грани исчезновения):
- I. Майорунская ветвь (Mayoruna)
  - A. Группа майо
    - i. Мацесская подгруппа
      - мацес, вкл. диалект пауд-усункид
      - куруса-кулина (кулино, кулина-пано), вкл. диалекты капиштана, мави, чема
      - демушбо (†)

    - ii. язык корубо, вкл. диалект чанкуэшбо
    - iii. Матисская подгруппа
      - матис
      - жандиатуба-майоруна (†)
      - амазонский майоруна (†)

    - недокументированные диалекты/племена: писабо, чирабо, коруго, маукальякта-марубо, кихито-мая (Maya of the Quixito river), майо

  - B. табатинга-майоруна (†)
- II. Собственно паноанская ветвь (Mainline branch)
  - A. кашарари
  - B. кашибо, вкл. диалекты рубо, исунубо, какатаибо, нокаман
  - C. Наванская подветвь (Nawa group)
    - i. Боливийская группа:
      - чакобо-пакавара
      - карипуна †

    - ii. Мадре-де-дьосская группа (Madre de Dios):
      - ацавака-ямиака †
      - арацайре †

    - iii. язык бланко-ремо
    - iv. северный кашинава (тарауака-кашинава)
    - v. Марубоская группа:
      - марубо
      - катукина (ваниннава)
      - северный кулина (сан-паулу-кулина) †

    - vi. Поянавская группа:
      - поянава
      - исконава
      - нукуини
      - нава
      - якерана-ремо (Jaquerana Remo) †

    - vii. Чаманская группа (Chama):
      - шипибо-конибо, вкл. диалекты шипибо (шипинава), конибо, тапиче-капанава
      - пано (панобо), вкл. диалекты шетебо, пискино
      - сенси †

    - viii. Верхняя группа (Headwaters):
      - южный кашинава (ибуасу-кашинава), вкл. диалекты журуа-капанава, паранава
      - яминава, вкл. диалекты чанинава, читонава, мастанава, паркенава (йора), шаненава, шаранава-маринава, шаваннава (арара), яванава, неханава
      - амавака, вкл. диалекты нишинава, юманава
      - моа-ремо †
      - тучиунава †

Группы vi-viii образуют т. н. центрально-паноанское объединение (Central Panoan Assemblage) — ареальную группировку, в рамках которой происходило значительное влияние между соседними языками, так что границы между этими группами (а часто и соседними языками) не очень чёткие.
Чириба — практически неизученный вымерший язык из Боливии, известный лишь по семи словам, некоторые из которых напоминают слова в паноанских языках; фактически остаётся неклассифицированным.
Известно также большое количество племён, которые вероятно говорили на паноанских языках.

### 1994/1997
Ниже приводится также более ранняя классификация Л. Кэмпбелла (1997: 190—191), основанная на классификации Т. Кауфмана (1994) и использованная в 17-м издании Ethnologue. Согласно этой классификации паноанские языки включают 27 языков:
A. Восточнопаноанская ветвь
1. Кашарари (Kaxararí, Kashararí)
B. 2. Кулино (Kulino, Culino) (†)
C. «Основная» ветвь
i. Кашибская (или западнопаноанская) группа
3. Нокаман (Nocamán, Nokamán, Nocomán) (†)
4. Кашибо (какатаибо, качибо, манагуа, агети; Cashibo, Cacataibo, Kashibo, Cashibo-Cacataibo, Caxibo, Cacibo, Cachibo, Cahivo, Managua, Hagueti)
ii. Паноанская группа
5. Панобо (маноа, пеладо; Pánobo, Panobo, Manoa, Pelado) (†)
6. Варипано (уарипано, пано, пана, пеладо; Huariapano, Pano, Waripano, Pana, Pelado) (†)
iii. Шипибская группа
7. Шипибо-конибо (Shipibo, Shipibo-Conibo, Shipibo-Konibo)
8. Капанава (капанауа; Capanahua, Kapanawa)
9. Марубо (Marubo, Marobo, Marúbo, Maruba, Marova, Kaniuá)
10. Ваниннава (Уаниннауа, Waninnawa, Panoan Katukína, Catuquina, Kamanawa, Kamannaua, Katukina do Juruá, Katukina Pano)
11. Ремо (сакуя. кукини, рено (Remo, Sakuya, Kukini, Rheno) (†)
iv. 12. Тушинава (Тушинауа; Tuxinawa, Tushinawa, Tuxináwa, Tuchinaua) (†)
v. Амавакско-яминавская группа («трёх стран»; Tri-State group, Amawak-Jaminawa, Loos Amawaka-Jaminawa)
13. Амавака (амауака; Amahuaca, Amawaka, Amaguaco, Ameuhaque, Ipitineri, Sayaco, Amawáka, Amawaca, Amenguaca, Sayacu)
14. Исконауа (Isconahua, Iscobakebo, Iskonawa, Iscobaquebu)
15. Кашинава (Cashinahua, Kashinawa, Kaxinawa, Tuxinawa, Kaxinawá, Kaxynawa, Caxinawa, Caxinawá, Cashinahuá, Kaxinauá)
16. Шаранава (шаранауа; Sharanawa, Marinahua, Marináwa, Mastanahua, Parquenahua, Parkenawa, Sharanahua)
17. Яминава (Yaminahua, Yaminawa, Jaminawá, Yuminahua, Yamanawa, Jaminawa)
vi. 18. Ацавака (Atsahuaca, Yamiaca, Atsawaka-Yamiaka) (†)
vii. 19. Паранава (Parannawa) (†)
viii. 20. Поянава (пуйнауа; Puinaua, Poyanawa, Poyanáwa, Poianáua, Puinahua)
ix. 21. Шипинава (шипинауа; Xipinahua, Shipinawa, Xipináwa, Shipinahua) (†)
D. Боливийская (или Южнопаноанская) ветвь
22. Рондонийский карипуна (Karipuna) (? †)
23. Пакауара (Pacahuara, Pacaguara, Pakaguara, Pacawara)
24. Чакобо (Chácobo, Chákobo)
E. 25. Шанинава (Shaninawa, Xaninaua)
F. 26. Сенси (сенти, тенти, мананауа; Sensi, Senti, Tenti, Mananahua) (†)
G. Севернопаноанская ветвь (майорунская)
27. Майоруна-мацес (маце, матис, машуруна, маширона, майируна, магирона, майюсуна; Mayoruna-Matsés, Matsés, Mayoruna, Matse, Matís, Matis, Majoruna, Maxuruna, Majuruna, Mayiruna, Maxirona, Magirona, Mayuzuna)
Также Л. Кэмпбелл перечислил языки, точное место которых в паноанской классификации неизвестно: панаварро (Panavarro), пурус (Purus), арацайре (Arazaire), кухарено (Cujareno; Перу), катукина-пано (Katukina Pano; яванава?; Бразилия), мая (Maya; Бразилия), майо (Mayo; Перу?), морунава (Morunahua, Morunawa; почти вымер, Перу), нукуини (Nukuini, Бразилия), писабо († Pisabo, Перу) и уру-эу (Uru-eu, Бразилия).
Йора (паркенава; Nawa, Acre Arara, Yora, Yura, Yoranahua, Manu Park Panoan, Nahua, Parquenahua, Parkenawa) — один из диалектов яминавского кластера [Shepard, Glenn 1999:32-42], возможно более близкий шаранава.